# Piața Unirii (Timișoara)
Piața Unirii è una piazza storica di Timișoara, in Romania.

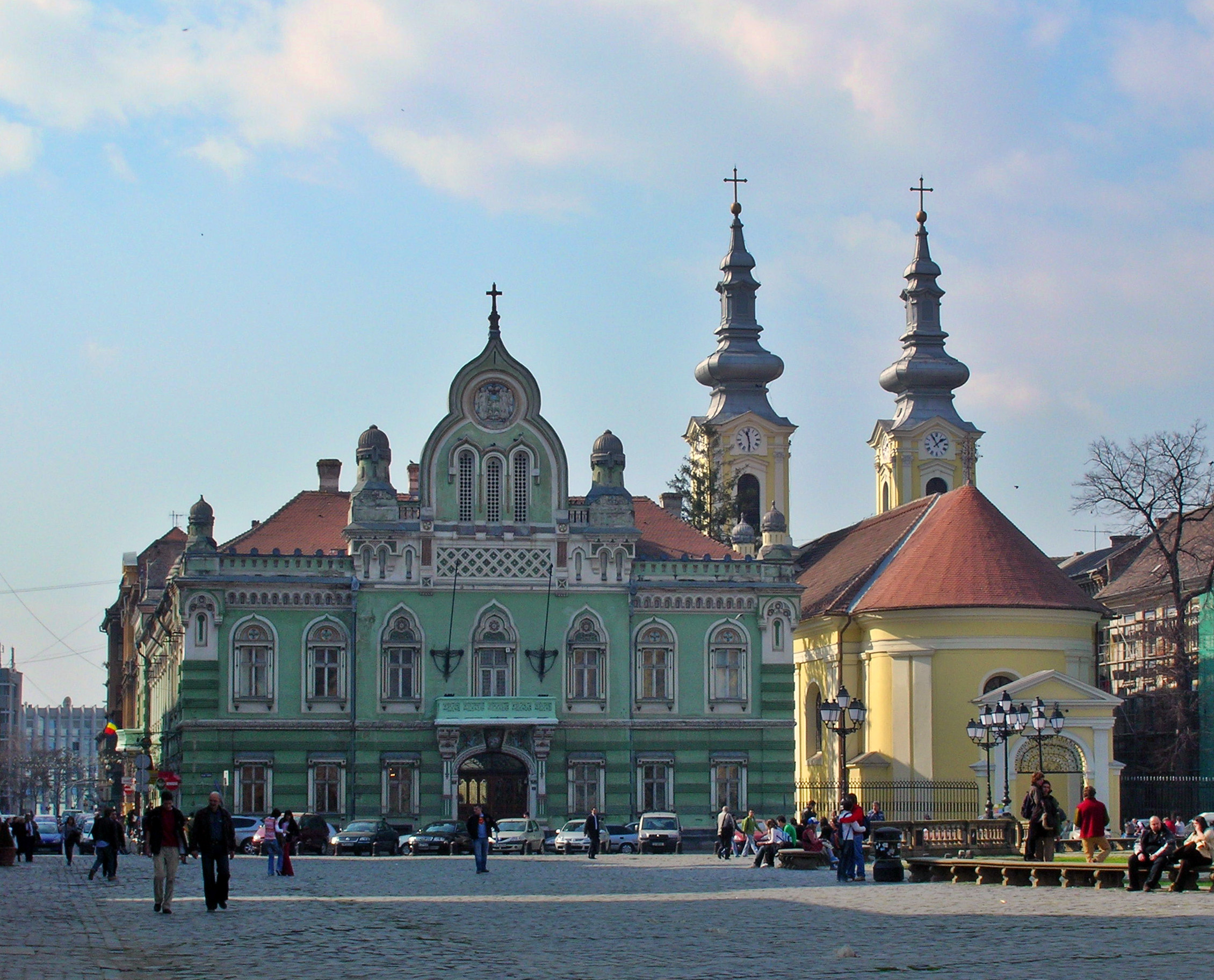
Piața Unirii

Chiamata inizialmente Hauptplatz, poi Domplatz e infine Piața Losonczy, in onore del generale ungherese Stefan Losonczy, il nome attuale le fu affibbiato nel 1919 quando dopo un plebiscito a cui presero parte più di 40 000 persone si votò per l'unione tra il Banato e la Romania.
Tra i monumenti principali si annoverano: la Cattedrale di San Giorgio, il Museo d'arte, la Cattedrale dell'Ascensione e la Casa Brück.

## Storia
La piazza era il centro della città fortificata e ha subito numerosi cambiamenti. Fu chiamata Hauptplatz e poi Domplatz durante il periodo austro-ungarico. Nel 1919, in seguito al plebiscito per l'unione con la Romania, divenne ufficialmente Piața Unirii.

## Monumenti e Luoghi di Interesse
Piața Unirii ospita diversi edifici storici e culturali, tra cui:
- Il Duomo Romano-Cattolico: Costruito tra il 1736 e il 1774, è un notevole esempio di architettura barocca, con interni decorati in stile barocco e rococò.
- Il Palazzo Barocco: Sede del Museo d'Arte di Timișoara.
- La Cattedrale Ortodossa Serba e Casa Brück: Edifici significativi che completano il fascino storico della piazza.

## Cultura e Importanza Turistica
Piața Unirii è un luogo vibrante per eventi culturali e sociali, attraendo sia residenti che turisti. È considerata una delle principali attrazioni di Timișoara, nota per la sua bellezza architettonica e l'atmosfera accogliente. La piazza continua a ospitare manifestazioni culturali, mostre d'arte e celebrazioni pubbliche.